# Anselmus Dulcet
Anselmus Dulcet war Kapellmeister und Komponist an der Marienkirche in Danzig.
Er wurde 1566 Nachfolger von Franciscus de Rivulo und amtierte bis 1569 (nach anderen Angaben bis 1580).
Er muss vor 1583 gestorben sein, da er damals in einem Eintrag im Danziger Schöffenbuch, die seinen Sohn Jakob betrifft, als „selig“ bezeichnet wird. Weiteres ist über sein Leben derzeit nicht bekannt. In einem zeitgenössischen Vermerk wird er als „Komponist Asselmuß“ genannt, jedoch sind keine Kompositionen von ihm überliefert.
Sein Nachfolger wurde Johannes Wanning.